# هنري كولينز فلاغ
هنري كولينز فلاغ هو محرر وسياسي أمريكي، ولد في 5 يناير 1792 في مقاطعة بيركلي في الولايات المتحدة، وتوفي في 8 مارس 1863 في نيو هيفن في الولايات المتحدة بسبب مرض. نشط حزبياً في الحزب الفيدرالي الأمريكي.